# くろこ
くろこは、群馬県吾妻郡嬬恋村の郷土料理。ジャガイモからでんぷんを採った後の搾りカスを再利用した保存食である。

## 概要
ジャガイモの搾りカスを屋外で風にさらして凍結させる。そのまま野外に放置し、翌春になると発酵が始まる。それを網の袋に入れ、桶でもみ洗いし、握り固めて天日で乾燥させてつくる。利用する際には水でペースト状に戻し、ネギや味噌を加えて焼いたり、揚げたりして食べる。子どものおやつとしても食されている。
くろこの成分は95%が不溶性食物繊維であり、常温での長期保存に耐える。食物繊維が豊富な健康食品としても、見直しがされている。

## 歴史
江戸時代、1780年代に嬬恋村でジャガイモの栽培が始まったとされる。嬬恋村の寒冷な気候風土はジャガイモの栽培に適していたため、栽培は普及し、ジャガイモから取り出したデンプンをかたくり粉として出荷していた。当初、ジャガイモの搾りカスは廃棄されていたが、凶作で食べ物が尽きた際に、廃棄していた搾りカスを再利用して食用にされるようになったとされる。
製造に手間がかかることから、第二次世界大戦後の高度経済成長期になると、作り手は次第に減っていった。
2010年に有志によって「嬬恋村くろこ保存会」が結成され、くろこ作り体験や試食会を開き、伝承や普及活動に取り組んだ。
2023年3月には嬬恋くろこの名義で文化庁の100年フード「伝統の100年フード部門」に認定されている。